# Olga Sawicka (tancerka)
Olga Sawicka (ur. 7 lutego 1932 w Poznaniu, zm. 2 kwietnia 2015 w Skolimowie-Konstancinie) – polska tancerka i choreograf, primabalerina Opery im. St. Moniuszki w Poznaniu (1963-1974), kierownik baletu w Teatrze Muzycznym w Poznaniu (1974-1976).

## Życiorys
Córka Stanisława i Gertrudy z d. Walkowiak. Czas II wojny światowej spędziła w Poznaniu. W 1945 – po wyzwoleniu miasta – uczęszczała do szkoły podstawowej w której pobierała lekcje rytmiki. Przeniosła się do Szkoły Baletowej. Tam przez 2 lata uczyła się pod kierunkiem Stanisława Miszczyka i Jerzego Kaplińskiego.
Absolwentka studia baletowego przy Teatrze Wielkim w Poznaniu. Występowała w Operze Poznańskiej (1947-49), Operze Śląskiej w Bytomiu (1949-53) i Operze Warszawskiej (1953-61).
Studiowała balet w Paryżu u Lubov Jegorowej, Preobrażeńskiej i Wiktora Gzowskiego. Odbyła tournée po Niemczech, Szwajcarii, Francji, Monte Carlo. Występowała także w Teatrze Wielkim w Moskwie, w Norwegii, Szwecji, na Kubie, Genui (1968), Liége (1969), Trieście (1968), Turynie (1968), Strasburgu (1969), we Włoszech (1970, 1972), Oslo (1971), Göteborgu (1971). Po małżeństwie z Hugues Steinerem zamieszkała we Francji. Powróciła do Polski w 1963.
W latach 1963–1974 primabalerina Opery im. Stanisława Moniuszki w Poznaniu. 24 czerwca 1975 odbył się wieczór pożegnalny artystki, w którym wystąpiła jako gospodyni-konferansjerka. W Operze Poznańskiej wystąpili wtedy: Barbara Bittnerówna, Witold Gruca, Stanisław Szymański, Ewa Głowacka, Miłosz Andrzejczak, Joanna Górska, Jolanta Rybarska, Małgorzata Potyńczuk, Izabela Kwiecień. Od 1 września 1974 do 31 stycznia 1976 była kierownikiem baletu w poznańskim Teatrze Muzycznym, rezygnując z tej funkcji, wycofała się z czynnego życia artystycznego.
O jej występach wypowiadano się:

... rozbraja, zniewala, oczarowuje. Bez wzruszenia nie można na nią patrzeć [...] Posiada ona dwie cechy, jej wśród wszystkich polskich tancerek w największym stopniu właściwe: jakaś promieniująca, nieskazitelna czystość i naturalna, jakby wrodzona perfekcja techniczna. Połączmy te dwie cechy, dodajmy do nich niezwykłą wrażliwość, subtelną wyrazistość, muzykalność a zrozumiemy, dlaczego Julia Sawickiej staje się kreacją wznoszącą się na prawdziwe wyżyny sztuki choreograficznej.

Publiczność Helsinek doznać mogła niezapomnianych przeżyć, kiedy primabalerina Opery Warszawskiej Olga Sawicka i jej partner Witold Borkowski występowali w naszej Operze. Olga Sawicka jest tancerką, która z wyjątkową ekspresją oddaje wzloty uczuć, której technika jest płynna, swobodna, czasem aż sięgająca akrobatyki. Jej sztuka równowagi jest zachwycająca, a wyjątkowo wysokie arabeski radują oko [...] Burza oklasków i fala kwiatów przez rampę na scenę

Francuski aktor Gérard Philipe zapytany w Warszawie, co zrobiło na nim największe wrażenie, odpowiedział: „Dwie rzeczy: Stare Miasto i Olga Sawicka jako Julia”.
W 2009 ukazała się poświęcona jej książka Stefana Drajewskiego Życie z tańcem (Wydawnictwo Poznańskie) ISBN 978-83-7177-667-0. 
Jej pogrzeb odbył się w Alei Zasłużonych na cmentarzu Junikowie w Poznaniu (AZ-2-P-20D)17 kwietnia 2015.

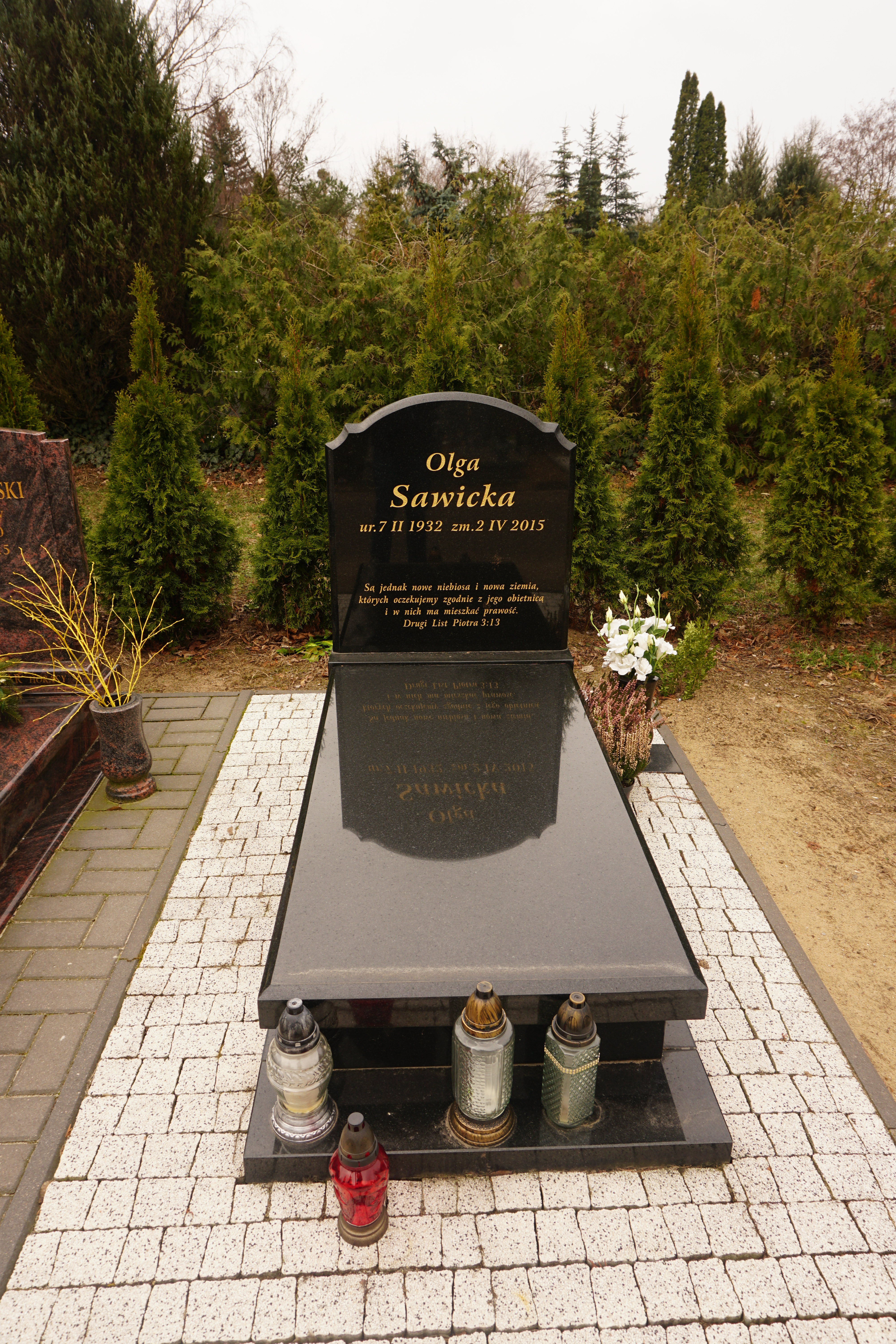
Grób Olgi Sawickiej na Cmentarzu Junikowskim

## Ważniejsze partie

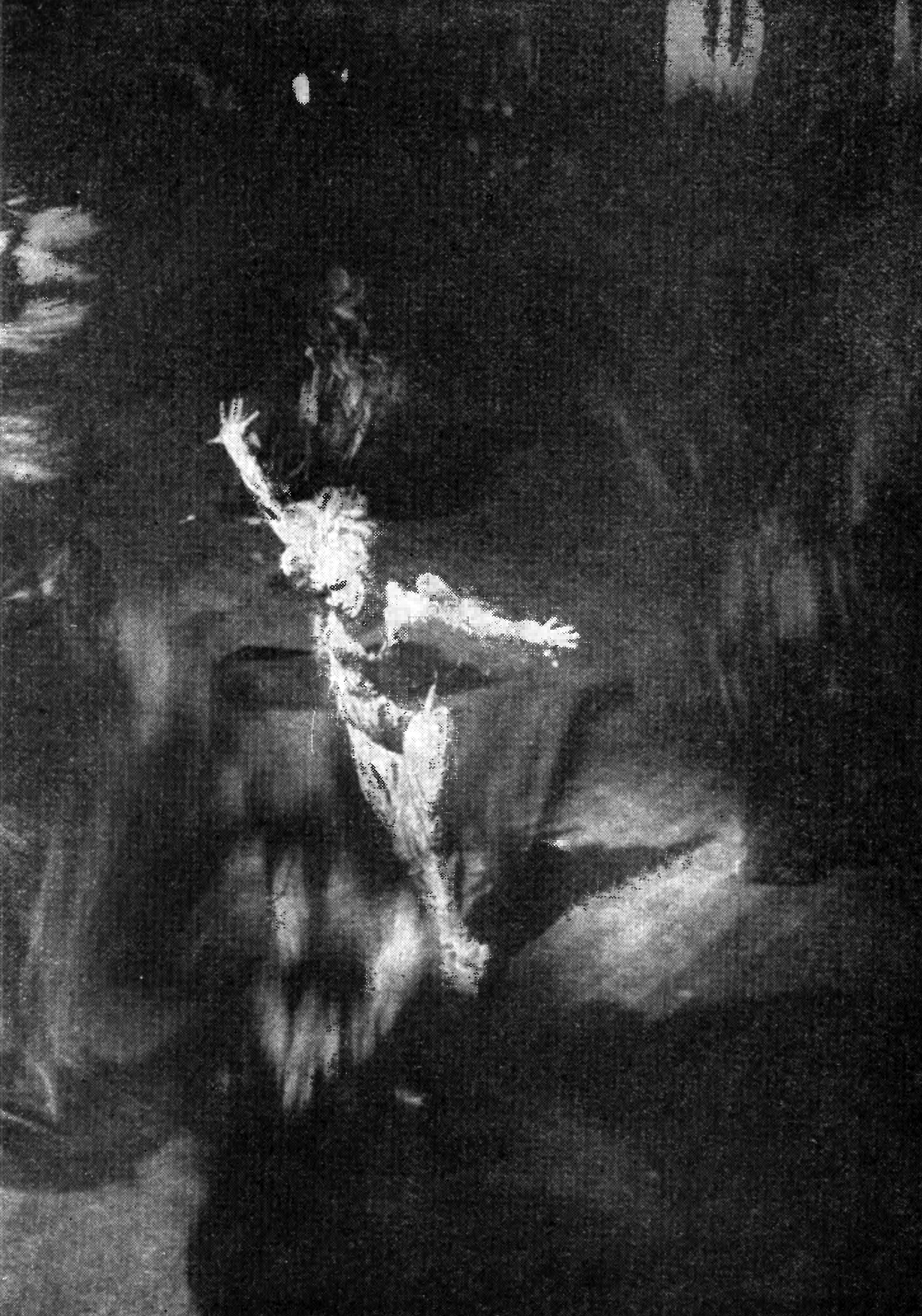
„Ognisty ptak” Igora Strawinskiego. Premiera 8 grudnia 1967. Kierownictwo muzyczne – Robert Satanowski, choreografia – Conrad Drzewiecki, scenografia – Barbara Jankowska. Olga Sawicka w partii tytułowej

- tytułowa – Giselle, A. Adama[15]
- tytułowa – Ognisty ptak, I.F. Strawiński
- Odetta-Odylia – Jezioro łabędzie, P. Czajkowski
- Julia – Romeo i Julia, S.S. Prokofiew
- Amelia – Mazepa, T. Szeligowski

### Film
- 1950 – Warszawska premiera – film fabularny, nie występuje w czołówce[5],
- 1954 – Uczta Baltazara – film fabularny, jako Halina Stępczyńska[5],
- 1957 – Julietta ze snów – spektakl telewizyjny, jako Julietta[5],
- 1959 – Olga Sawicka i Bogdan Bulder. Koncert TV – film dokumentalny[5].

## Odznaczenia i nagrody

### Odznaczenia
- Złoty Krzyż Zasługi (dwukrotnie)[15][8]
- Krzyż Kawalerski Orderu Odrodzenia Polski – (dwukrotnie, 1959)[15][5][8]
- Złoty Medal „Zasłużony Kulturze Gloria Artis” – (27 kwietnia 2009)[16]

### Nagrody
- Nagroda Kulturalna Miasta Poznania za rok 1967[8]
- Statuetka Terpsychory – nagroda wręczona podczas Poznańskiej Wiosny Baletowej w Poznaniu (2006)